# Tremor
Tremor (fra latin, ryste) er rytmiske udsving i en kropsdel med skiftende sammentrækninger af virkningsmæssigt modsatrettede muskler.
Tremor kan inddeles i hvile-, intentions- og statisk tremor; hviletremor er en rysten, der optræder i hvile, men som kan svinde under søvn. Intentionstremor optræder, når patienten f.eks. rækker ud efter noget. Statisk tremor opstår primært, når pågældende ekstremitet belastes med statisk arbejde.

## Årsag
Ved essentiel tremor ryster man, uden at der ligger en kendt årsag til grund. Oftest ryster man på begge hænder, hvilket kan være meget generende, fx når man spiser, skriver, tegner eller udfører andre typer finmotorik. Hånden ryster især, når den bevæges. Nogle mennesker generes af hovedrysten, eventuelt kombineret sammen med håndrysten.

## Hyppighed
I alt generes ca. 30.000 danskere fra skolealderen og opefter af essentiel tremor. Ganske ofte har flere i samme familie tilstanden, fordi en arvelig tendens gør sig gældende. Tilstanden påvirker omkring 10% af danskere over 60 år i større eller mindre grad.

## Behandling
Behandling med medicin kan ofte dæmpe udsvingningene betydeligt, hvorimod frekvensen (antal udsving pr. sekund) af rysten ikke ændres. Medicinsk anvendes oftest betablokker (propranolol eller metoprolol) eller mere sjældent primidon eller klozapin (Leponex).
Alkohol i små mængder virker umiddelbart dæmpende ved mange tilfælde af essentiel tremor, men misbrug kan føre til forbigående forværring ved abstinens.
I sjældne tilfælde er der ingen effekt af medicinsk behandling, hvilket primært bør føre til at diagnosen genovervejes.
Operation kan herefter komme på tale, hvis rysten er stærkt funktionshæmmende i hverdagen, på arbejde eller i hjemmet.
Der kan foretages en såkaldt "stereotaktisk hjerneoperation", ved hvilken neurokirurgen enten indlægger en permanent stimulationselektrode i den modsidige halvdel af hjernen (i den såkaldte "Vim-kerne"i thalamus), eller foretager en læsion i samme kerne.
Ergoterapeuter kan rådgive rystepatienter og eventuelt anvise praktiske hjælpemidler til rystehandikappede, f.eks. til brug i køkkenet.

## Eksterne link
- Om Tremor (flere slags) - Danish Movement Disorder Society